# Zespół dworski w Skrzeszowicach
Zespół dworski w Skrzeszowicach – zespół dworski  znajdujący się w Skrzeszowicach, w gminie Kocmyrzów-Luborzyca, w powiecie krakowskim, w Polsce. 
Budynek parterowy z mezzaninem i wgłębnym portykiem. Dwór pochodzi prawdopodobnie z 1890, w latach 1939–1944 został przebudowany i rozbudowany przez Bogusława Kleszczyńskiego juniora. W skład zespołu dworskiego wchodzi dwór, gorzelnia z 1910, przebudowana w latach 1978–1979, kuźnia z 1890 i spichlerz z 1891. Budynek ucierpiał w wyniku pożaru po wkroczeniu 18 stycznia 1945 r. wojsk radzieckich. W latach dziewięćdziesiątych miała tu siedzibę Małopolska Hodowla Roślin" Sp. z o.o. w Krakowie..
Aktualnie budynek należy do Skarbu Państwa i zarządzany jest przez Krajowy Ośrodek Wsparcia Rolnictwa, następcę prawnego Agencji Własności Rolnej Skarbu Państwa.